# Vereb
Vereb è un comune dell'Ungheria di 803 abitanti (dati 2001). È situato nella contea di Fejér.